# Токио Броудкастинг Систъм
Токио Броудкастинг Систъм (на японски: 株式会社東京放送ホールディングス, Kabushiki gaisha Tōkyō Hōsō Hōrudingusu, на английски: Tokyo Broadcasting System) е японска медия и лицензирана компания за излъчване със седалище в Токио.
Това е компанията майка на телевизионна мрежа Tokyo Broadcasting System Television, Inc., както и радио мрежата TBS Radio & Communications, Inc. Основана е на 17 май 1951 г.